# Luttrell (Tennessee)
Pour les articles homonymes, voir Luttrell.
Luttrell est une ville du comté d'Union, dans le Tennessee, aux États-Unis. Sa population était de 915 habitants au recensement de 2000 et de 1 074 à celui de 2010. Elle fait partie de l'agglomération de Knoxville dans le  Tennessee.

## Histoire
Luttrell fut connue initialement sous le nom de Cedar Ford, puis fut renommée Luttrell en 1890. Au XIXe siècle, Cedar Ford fut le siège de four à chaux et de carrières de marbre du Tennessee, avec une population de 808 âmes au recensement de 1870. En 1887, le Powell Valley Railroad (qui fait partie maintenant de la Norfolk Southern Railway) est construit sur le territoire communal, en faisant un centre commercial pour la région environnante. Luttrell devint une municipalité en 1925.

## Géographie
Selon le Bureau du recensement des États-Unis, la ville couvre une surface de 10,2 km2.

## Démographie
| Groupe            | Luttrell | Tennessee | États-Unis |
| ----------------- | -------- | --------- | ---------- |
| Blancs            | 97,0     | 77,6      | 72,4       |
| Métis             | 2,5      | 1,7       | 2,9        |
| Amérindiens       | 0,3      | 0,3       | 0,9        |
| Afro-Américains   | 0,2      | 16,7      | 12,6       |
| Autres            | 0        | 3,7       | 11,2       |
| Total             | 100      | 100       | 100        |
|                   |          |           |            |
| Latino-Américains | 1,0      | 4,6       | 16,7       |

Selon l'American Community Survey pour la période 2011-2015, 99,41 % de la population âgée de plus de 5 ans déclare parler l'anglais à la maison et 0,59 % déclare parler l'espagnol.
Le revenu par habitant était en moyenne de 19 735 dollars par an entre 2012 et 2016, bien en-dessous de la moyenne du Tennessee (26 019 dollars), et de la moyenne nationale (29 829 dollars). Sur cette même période, 28,7 % des habitants de Luttrell vivaient sous le seuil de pauvreté (contre 17,2 % dans l'État et 12,7 % à l'échelle des États-Unis)..

## Personnalités liées à la ville
- Kenny Chesney, artiste de musique country
- Chet Atkins, artiste de musique country